# The Saddlestone
The Saddlestone (englisch sinngemäß für Der Firststein, in Argentinien Cerro Mirador für Aussichtshügel) ist ein 380 m hoher Nunatak im Norden des Grahamland auf der Antarktischen Halbinsel. Auf der Tabarin-Halbinsel, der nördlichen Verlängerung der Trinity-Halbinsel, ragt er zwischen Mount Carroll und dem Nunatak The Pyramid auf. Von letzterem ist er durch den Saddle Pass getrennt. Nur 45 m seiner Gesamthöhe sind über den Eismassen am Kopfende des Kenney-Gletschers sichtbar.
Der Falkland Islands Dependencies Survey nahm 1955 Vermessungen und die deskriptive Benennung nach der englischen Bezeichnung für einen bestimmten Stein im Dachfirst vor.